# Vlada Republike Hrvatske
Vlada Republike Hrvatske (obično se naziva hrvatska vlada ili samo Vlada) obavlja izvršnu vlast u Republici Hrvatskoj u skladu s Ustavom i zakonima. Vladu čine njezin predsjednik (često se naziva i premijer), potpredsjednici i ministri. Djelokrug Vlade propisan je prije svega Ustavom Republike Hrvatske, a način rada, odlučivanje i vrste akata koje Vlada donosi propisuju se zakonom i poslovnikom. Sjedište Vlade je u Zagrebu, u Banskim dvorima na Trgu sv. Marka, a vladini Uredi razmješteni su na nekoliko lokacija u gradu. 

## Djelokrug
Vlada Republike Hrvatske (članak 112. Ustava RH):
- predlaže zakone i druge akte Hrvatskom saboru,
- predlaže državni proračun i završni račun,
- provodi zakone i druge odluke Hrvatskoga sabora,
- donosi uredbe za izvršenje zakona,
- vodi vanjsku i unutarnju politiku,
- usmjerava i nadzire rad državne uprave,
- brine o gospodarskom razvitku zemlje,
- usmjerava djelovanje i razvitak javnih službi,
- obavlja druge poslove određene Ustavom i zakonom.

Vlada pored toga, u okvirima svojih ovlasti donosi uredbe, upravne akte i rješenja o imenovanju i razrješenju dužnosnika i državnih službenika. Vlada odlučuje u slučaju sukoba nadležnosti državnih ustanova, daje odgovore na zastupnička pitanja, utvrđuje prijedloge zakona i drugih propisa, daje mišljenje na zakone i druge propise te donosi strategije razvoja gospodarskih i društvenih djelatnosti.

## Ustrojstvo
Vladu čine predsjednik, potpredsjednici i ministri.

### Uži kabinet
Uži kabinet čine predsjednik i potpredsjednici Vlade. Na sjednicu Užeg kabineta Vlade mogu se pozvati ministri i drugi članovi Vlade koje odredi predsjednik. Obično se na sjedicu Užeg kabinet pozivaju ministri iz onih resora iz čijeg djelokruga dolaze pitanja koja se raspravljaju na sjednici Užeg kabineta.
Uži kabinet Vlade odlučuje o pitanjima iz njena djelokruga, posebno onima koja se odnose na vitalne interese Republike Hrvatske, na ugroženost neovisnosti i jedinstvenosti Republike Hrvatske te na elementarne nepogode. Sjednice Užeg kabineta nisu javne.
Iznimno u slučaju kad se Vlada ne može sastati u doba ratnog stanja ili neposredne ugroženosti neovisnosti, jedinstvenosti Republike Hrvatske te velikih prirodnih nepogoda, Uži kabinet Vlade odlučuje o pitanjima iz djelokruga Vlade. Tako donesene odluke Užeg kabineta Vlade potvrđuju se na prvoj sljedećoj sjednici Vlade. 
Uži kabinet odlučuje većinom glasova svih članova Užeg kabineta. U slučaju podijeljenih glasova odlučuje glas predsjednika Vlade.

### Ured predsjednika Vlade
U Vladi je ustrojen Ured predsjednika.
Ured predsjednika Vlade obavlja stručne, protokolarne i administrativne poslove za potrebe predsjednika.

### Glavno tajništvo Vlade
Glavnim tajništvom Vlade upravlja tajnik. Trenutno dužnost glavne tajnice Vlade obnaša Ivona Ferenčić. Glavni tajnik Vlade usklađuje rad ureda, agencija, direkcija i drugih stručnih službi Vlade, pomaže predsjedniku Vlade u pripremanju sjednica i u drugim poslovima Vlade. Glavni tajnik ima zamjenika i pomoćnike.

### Radna tijela Vlade
Radi davanja mišljenja, prijedloga i stručnih obrazloženja o pitanjima iz djelokruga Vlade, Vlada ovim osniva svoja stalna radna tijela, a posebnim odlukama može osnivati i povremena radna tijela.
Stalna radna tijela Vlade jesu:
- Koordinacija za vanjsku i europsku politiku i ljudska prava,
- Koordinacija za sustav domovinske sigurnosti i hrvatske branitelje,
- Koordinacija za pravosuđe i upravu,
- Koordinacija za gospodarstvo i društvene djelatnosti,
- Koordinacija za upravljanje državnom imovinom,
- Kadrovska komisija,
- Administrativna komisija.

## Uredi
- Ured predsjednika Vlade Republike Hrvatske[1]
- Ured za protokol Vlade Republike Hrvatske[2]
- Središnji državni ured za središnju javnu nabavu[3]
- Ured za ljudska prava i prava nacionalnih manjina[4]
- Ured za opće poslove Hrvatskog sabora i Vlade Republike Hrvatske[5]
- Ured za ravnopravnost spolova[6]
- Ured za udruge[7]
- Ured Vlade Republike Hrvatske za unutarnju reviziju[8]
- Ured za zakonodavstvo[9]
- Ured zastupnika Republike Hrvatske pred Europskim sudom za ljudska prava[10]
- Ured Komisije za odnose s vjerskim zajednicama[11]
- Direkcija za korištenje službenim zrakoplovima[12]
- Služba za odnose s javnošću[13]
- Ured za razminiranje[14]

## Način rada, odlučivanje i vrste akata

### Način rada
Vlada donosi odluke na sjednicama, na kojima su prisutni njezini članovi. Vlada može zasjedati ako je sjednici nazočna većina članova Vlade. Sjednice su javne, ali Vlada može odlučiti da o pojedinim pitanjim raspravlja i odlučuje bez prisutnosti javnosti (tzv. na zatvorenom djelu sjednice).
Sjednice Vlade saziva njezin predsjednik, koji im ujedno i predsjedava (utvrđuje dnevni red, daje riječ prisutnim članovima Vlade, poziva na glasovanje o točkama dnevnog reda i sl.).

### Odlučivanje
Vlada odlučuje natpolovičnom većinom glasova svih članova Vlade. 
Vlada odlučuje dvotrećinskom većinom svih članova Vlade kad nadležnim državnim tijelima predlaže:
- promjenu Ustava Republike Hrvatske,
- udruživanje ili razdruživanje s drugim državama,
- promjenu granica Republike Hrvatske,
- raspuštanje Hrvatskoga sabora,
- raspisivanje državnog referenduma,
- djelovanje oružanih snaga Republike Hrvatske van njenih granica.

### Akti Vlade
Akti Vlade RH su: uredbe, poslovnik, odluke, zaključci i rješenja. Vlada donosi uredbe u skladu s Ustavom i zakonom. Pitanje koje se ne uređuju uredbom, rješavaju se odlukom, zaključkom ili rješenjem.
poslovnikom se uređuje ustrojstvo i način rada i odlučivanje Vlade;
odlukom se uređuju pojedina pitanja iz nadležnosti Vlade ili određuju mjere, daje suglasnost ili potvrđuju akti drugih tijela i pravnih osoba, te odlučuje o drugim pitanjima o kojima se ne donosi propis;
zaključkom se utvrđuju stajališta Vlade u pitanjima provedbe utvrđene politike te određuju zadaće tijelima državne uprave;
rješenjem se odlučuje o imenovanjima i razrješenjima te o drugim pojedinačnim stvarima iz djelokruga Vlade.

## Odnos s Hrvatskim saborom
Vlada je odgovorna Hrvatskom saboru.
Predsjednik i članovi Vlade zajednički su odgovorni za odluke koje donosi Vlada, a osobno su odgovorni za svoje područje rada.

## Sastav aktualne Vlade

#### Predsjednik i potpredsjednici
| Ime              | Dužnost        | Trajanje mandata                       | Politička stranka |
| ---------------- | -------------- | -------------------------------------- | ----------------- |
| Andrej Plenković | predsjednik    | 17. svibnja 2024. – danas              | HDZ               |
| Tomo Medved      | potpredsjednik | 17. svibnja 2024. – danas              | HDZ               |
| Davor Božinović  | potpredsjednik | 17. svibnja 2024. – danas              | HDZ               |
| Oleg Butković    | potpredsjednik | 17. svibnja 2024. – danas              | HDZ               |
| Ivan Anušić      | potpredsjednik | 17. svibnja 2024. – danas              | HDZ               |
| Branko Bačić     | potpredsjednik | 17. svibnja 2024. – danas              | HDZ               |
| Marko Primorac   | potpredsjednik | 17. svibnja 2024. – danas              | nestranački       |
| Josip Dabro      | potpredsjednik | 17. svibnja 2024. – 18. siječnja 2025. | Domovinski pokret |
| David Vlajčić    | potpredsjednik | 11. veljače 2025. – danas              | Domovinski pokret |

#### Ministarstva i ministri/ce
| Ministarstva                                                          | Ministar/ica          |
| --------------------------------------------------------------------- | --------------------- |
| Ministarstvo hrvatskih branitelja                                     | Tomo Medved           |
| Ministarstvo unutarnjih poslova                                       | Davor Božinović       |
| Ministarstvo mora, prometa i infrastrukture                           | Oleg Butković         |
| Ministarstvo obrane                                                   | Ivan Anušić           |
| Ministarstvo prostornog uređenja, graditeljstva i državne imovine     | Branko Bačić          |
| Ministarstvo financija                                                | Marko Primorac        |
| Ministarstvo poljoprivrede, šumarstva i ribarstva                     | David Vlajčić         |
| Ministarstvo vanjskih i europskih poslova                             | Gordan Grlić Radman   |
| Ministarstvo gospodarstva                                             | Ante Šušnjar          |
| Ministarstvo zaštite okoliša i zelene tranzicije                      | Marija Vučković       |
| Ministarstvo pravosuđa, uprave i digitalne transformacije             | Damir Habijan         |
| Ministarstvo znanosti, obrazovanja i mladih                           | Radovan Fuchs         |
| Ministarstvo demografije i useljeništva                               | Ivan Šipić            |
| Ministarstvo kulture i medija                                         | Nina Obuljen Koržinek |
| Ministarstvo turizma i sporta                                         | Tonči Glavina         |
| Ministarstvo regionalnog razvoja i fondova Europske unije             | Šime Erlić            |
| Ministarstvo rada, mirovinskog sustava, obitelji i socijalne politike | Marin Piletić         |
| Ministarstvo zdravstva                                                | Irena Hrstić          |

## Vanjske poveznica

### Sestrinski projekti
|  | Zajednički poslužitelj ima još gradiva o temi Vlada Republike Hrvatske |
|  | Wikizvor ima izvorna djela autora: Vlada Republike Hrvatske            |

### Mrežna sjedišta
- Vlada Republike Hrvatske, službeno mrežno mjesto